# Mazzano Romano
Mazzano Romano és un comune (municipi) de la ciutat metropolitana de Roma, a la regió italiana del Laci, situat uns 35 km al nord de Roma. L'1 de gener de 2018 tenia 3.119 habitants.
Mazzano Romano limita amb els municipis de Calcata, Campagnano di Roma, Castel Sant'Elia, Faleria, Magliano Romano i Nepi.